# Of the Blue Colour of the Sky
| Recensione | Giudizio |
| ---------- | -------- |
| AllMusic   |          |

Of the Blue Colour of the Sky è il terzo album in studio del gruppo musicale rock statunitense OK Go, pubblicato nel 2010 dalla Capitol Records.

## Tracce
1. WTF? – 3:25 (testo: Kulash)
2. This Too Shall Pass – 3:08 (testo: Kulash, Nordwind)
3. All Is Not Lost – 2:44 (testo: Kulash, Nordwind)
4. Needing/Getting – 5:14 (testo: Kulash, Nordwind)
5. Skyscrapers – 4:38 (testo: Kulash)
6. White Knuckles – 3:19 (testo: Kulash)
7. I Want You So Bad I Can't Breathe – 3:23 (testo: Nordwind)
8. End Love – 4:05 (testo: Kulash, Nordwind)
9. Before the Earth Was Round – 4:09 (testo: Kulash)
10. Last Leaf – 2:34 (testo: Kulash)
11. Back from Kathmandu – 4:13 (testo: Ross)
12. While You Were Asleep – 4:25 (testo: Kulash)
13. In the Glass – 6:04 (testo: Kulash)

## Formazione
- Damian Kulash - voce, seconda chitarra
- Andy Ross - prima chitarra, coro
- Tim Nordwind - basso, coro
- Dan Konopka - batteria